# Senhores e Caçadores
Senhores e Caçadores é um livro de autoria do historiador britânico E. P. Thompson que, a partir de um episódio de algazarra na região da Floresta Real de Windsor, toma a aplicação de pena de morte resultante como um mote para reexaminar a sociedade inglesa do século XVIII.